# 이향숙 (성우)
이향숙(1954년 12월 7일 ~ )은 대한민국의 성우이다. 1973년 TBC에 입사했으며, 언론통폐합으로 현재는 KBS 14기로 분류된다. 한국방송 성우극회 소속.

## 주요 출연작품

### 애니메이션
※전체 출연작은 외부 링크를 참조
- 원탁의 삼총사 (KBS) - 귀네비어 왕비
- 개구리 왕눈이 (KBS) - 왕눈이 엄마
- 꾸러기 로보컴 (KBS) - 유리 (타치바나 사유리)
- 슈퍼 그랑죠 (VIDEO) - 장민호
- 날아라! 호빵맨 (MBC) - 호빵맨
- 녹색전차 해모수 (KBS) - 릭 헤링
- 달려라 또뽀 (MBC) - 또뽀
- 독수리 5형제 [1990년 더빙판] (KBS) - 수나
- 라라의 스타일기 (KBS) - 할머니 / 강지수
- 릴로 & 스티치(극장 개봉) - 수영장 직원
- 밀림의 왕자 레오 (SBS) - 레오
- 비스트워 네오 (SBS) - 스탬피
- 4차원 탐정 똘비 (KBS) - 고가람
- 스페릭스 (KBS) - 케즈
- 스피드왕 번개 (SBS)
- 심슨 가족 (MBC, SBS) - 바트 심슨
- 아기공룡 둘리 (KBS) - 철수 / 철수와 영희의 엄마(후반)
- 우리는 챔피언 (SBS) - 한채빈
- 천사소녀 네티 (KBS) - 샐리 엄마 (루시아), 나리
- 탑블레이드 V (SBS) - 레이 / 맥스 엄마
- 트윈 시그널 (어린이TV) - 꼬마 시그널 / 리사
- 팽이대전 G블레이드 (SBS) - 레이 / 라이
- 팽킹라이킹 (MBC) - 라이킹
- 피구왕 통키 (SBS) - 통키 엄마 (김미화)
- 허클베리핀의 모험 (투니버스) - 톰소여
- 욕심쟁이 오리아저씨 (KBS) - 듀이
- 지오레인저 (SBS) - 왕비 / 로보트
- 마이크로맨 (KBS) - 강찬
- 정의의 용사 카봇 (KBS) - 김남현
- 무지개요정 통통 (KBS) - 사파이어
- 개구쟁이 데니스 (KBS)
- 미래영웅 아이언리거 (SBS) - 키키(와트)
- 하늘의 용사 스카이서퍼 (KBS) - 킴 / 슬라이스드 아이스
- 꼬마 자동차 붕붕 (비디오) - 켄
- 해로와 토레미 (SBS) - 뮤치
- 황금의 팔 (MBC) - 원장아들 / 노마
- 미래전사 드래곤 파이터 (SBS) - 에이펙스
- 알프스의 장미 (KBS) - 프랑소와즈 드 구르몽 백작부인
- 무카무카 파라다이스 (KBS) - 고봉수
- 햇살나무 (KBS) - 효동
- 지옥의 외인부대 (KBS) - 소년 진
- 화성특공대 (KBS)
- 사이보그 009 (애니맥스) - 003(프랑소와즈 아르누르) / 정령3 / 어린 아이3
- 쥬베이짱 - 러브리 안대의 비밀 (애니맥스) - 고지루
- 사쿠라대전 앵화현란 OVA (애니박스) - 아야메
- 두더지 자매 (투니버스) - 해설
- 아기천사 두두 (VIDEO) - 훈이(후반)
- 무적왕 트라이제논 (투니버스) - 카나 엄마
- 몬스터 (투니버스) - 남자아이
- 은비 까비의 옛날 옛적에 (KBS) - 돌쇠 아내 / 어린 돌쇠
- 아가사 크리스티의 명탐정 포와로와 마플 (투니버스) - 미스 제인 마플
- 바사라 (KBS) - 타타라 / 단장 / 하야토
- 내 친구 아서 (EBS) - 엄마
- 로빈은 사춘기 (EBS) - 대니
- 미스 스파이더와 개구쟁이들 (EBS) - 할머니
- 잠의 요정 나일러스 (EBS) - 거스
- 천년여우 여우비 - 구름요정
- 슈렉 2 (KBS) - 릴리언 왕비 (줄리 앤드루스)
- 아나스타샤 (KBS) - 어린 드미트리 (글렌 월커 해리스 주니어)

### 방송
- 알뜰살림 장만퀴즈 (SBS)
- 로또 6/45 (SBS)
- 사랑의 징검다리 (SBS)
- 얼쑤! 우리가락 (전주MBC)
- 라디오 여행기(바람의 딸 우리땅에 서다) (KBS 제3라디오)

### 외화

#### 전담배우
- 줄리앤 무어
  - 매그놀리아 (SBS) - 린다 패트리지
  - 에볼루션 (SBS) - 앨리슨 리드
  - 쥬라기 공원 2: 잃어버린 세계 (SBS) - 사라 하딩

#### 드라마
- 메디컬 인베스티게이션 (PSB) - 나탈리 듀란트 박사 (켈리 윌리암스)
- 원더폴스 (TBC, TJB)
- 아라비안 나이트 (TBC)
- 에이전시 (CNTV)

#### 영화
- 구름 속의 산책 (SBS)
- 굿바이 뉴욕 굿모닝 내 사랑(SBS) - 대니(제이크 질런홀)
- 그녀에게 (KBS) - 로사(마리올라 푸엔테스)
- 까미유 클로델 (SBS) - 제시 (카트린 부어먼)
- 뉴 이어스 데이 (SBS) - 제이크의 엄마(아나스타샤 힐) / 제이크의 동생(로이 루이스)
- 늑대와 춤을 (SBS) - 주먹 쥐고 일어서 (메리 맥도널)
- 단테스 피크 (SBS)
- 데드라인 (KBS)
- 데블스 에드버킷 (KBS)
- 러브 스파이 (KBS) - 미나
- 리틀 뱀파이어 (SBS)
- 머큐리 (KBS)
- 사랑의 만화경 (SBS) - 알렉산드라 (패트리샤 칼렘버)
- 미네소타 트윈스 (SBS) - 빌리 (루크 에드워즈)
- 미세스 다웃파이어 (SBS) - 미란다 (샐리 필드)
- 바람과 함께 사라지다 (KBS) - 멜라니 해밀톤 (올리비아 드 하빌랜드)
- 벤허 (KBS) - 미리암(마사 스콧)
- 비각칠 2 (SBS) - 사부의 동생(이려려)
- 사랑 이야기 (SBS) - 헬렌 (이자벨 글라서)
- 사랑의 마라톤 300마일(KBS) - 리디아(로잔나 데소토) / 메리(수잔 마이클스)
- 사랑의 빛 (KBS) - 메건(마르타 코버)
- 사이더 하우스 (KBS) - 에드나 (제인 알렉산더)
- 삼형제와 상속자 (SBS) - 크리스틴
- 숀 코너리의 함정 (KBS)
- 수퍼캅 (SBS) - 엔지(에이프릴 클러프)
- 스크림 3 (SBS) - 게일 (코트니 콕스)
- 아라비아의 로렌스 (KBS) - 오다의 아들(카말 라시드)
- 아이가 커졌어요 (KBS) - 닉 (로버트 올리버리)
- 아이언 이글 (SBS) - 엄마 (캐롤라인 라거펠트)
- 양가휘의 굿바이 차이나 (KBS) - 변호사
- 용재변연 (SBS) - 비룡의 어머니(포기정)
- 우정있는 설복(KBS) - 제스(리처드 아이어)
- 웨이트 오브 워터 (KBS) - 진 (캐서린 매코맥)
- 응징자(KBS) - 토미(브라이언 루니) / 애니(브룩 앤더슨) / 기자(로슬린 젠틀)
- 위 워 솔저스 (SBS) - 줄리 무어(매들린 스토)
- 의뢰인 (KBS) - 마크 스웨인 (브래드 랜프로)
- 의적 실버브레이드 (SBS) - 펜시아(리세트 안소니)
- 인디아나 존스: 미궁의 사원 (KBS) - 인도 아이(라즈 싱)
- 일요일의 아이들 (KBS) - 어린 뷔 (헨릭 리노스)
- 재회 (KBS)
- 젊은 사자들 (KBS) - 호프(호프 레인지)
- 주니어 (KBS)
- 줄리엣을 위하여 (KBS)
- 쥬라기 공원 (SBS) - 엘리 새틀러 (로라 던)
- 최후의 탈출 (SBS) - 매릴린 (시즌 허블리)
- 크로커다일 던디 3 (KBS) - 마이키 (서지 코크번)
- 타인의 취향 (KBS)
- 터미네이터 2 (SBS) - 존 코너 (에드워드 펄롱)
- 톰과 허크 (KBS) - 폴리 (에이미 라이트)
- 파 프롬 홈 (KBS) - 앵거스 (제시 브래드포드)
- 피라미드의 공포 (KBS) - 왓슨 (알란 콕스)
- 해커스 (KBS) - 조쉬 (윌 호네프)
- 7일간의 사랑 (SBS) - 장 끌로드 (세바스찬 던건)

### 게임
- 판타스틱 포츈 - 이리스

### 인터넷
- 가을동화 - 이경아

## 같이 보기
- 한국방송 성우극회